# 博伊里弗鎮區 (明尼蘇達州卡斯縣)
博伊里弗鎮區（英語：Boy River Township）是位於美國明尼蘇達州卡斯縣的一個行政鎮區。

## 地方資料
博伊里弗鎮區的面積為93.00平方千米，當中陸地面積為92.30平方千米，而水域面積為0.70平方千米。根據2020年美國人口普查的數據，當地共有人口56人，而人口密度為每平方千米0.6人。